# ピンカン島

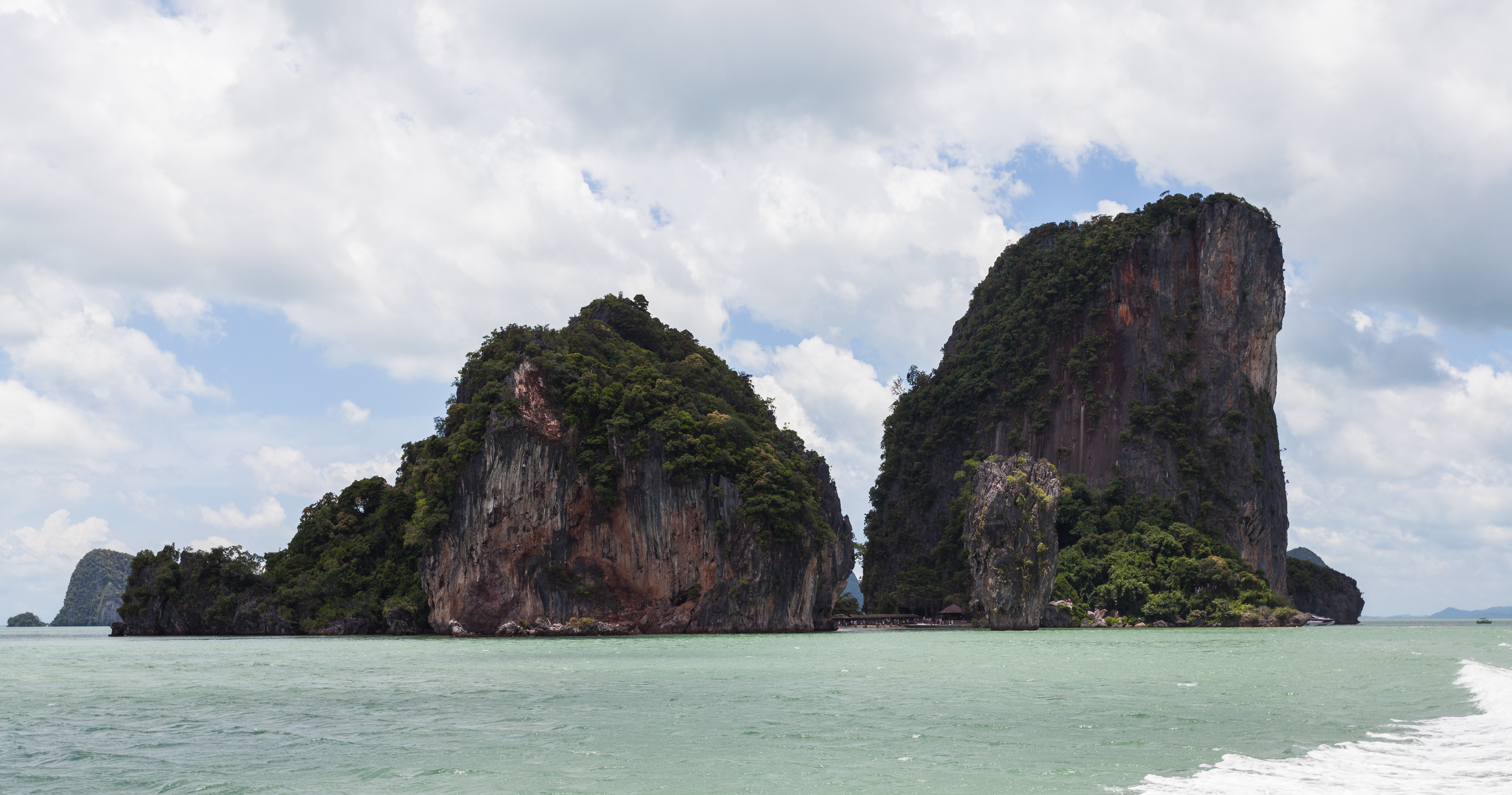
ピンカン島。中央にビーチがある。右手前にタプー島。

ピンカン島（เขาพิงกัน、カオピンカン）とは、マレー半島の西岸に沿い存在する島。アンダマン海に面したパンガー湾に浮かぶ島々のうちの1つである。なお、周辺にはこの他にも幾つも島が存在する。

## 概要

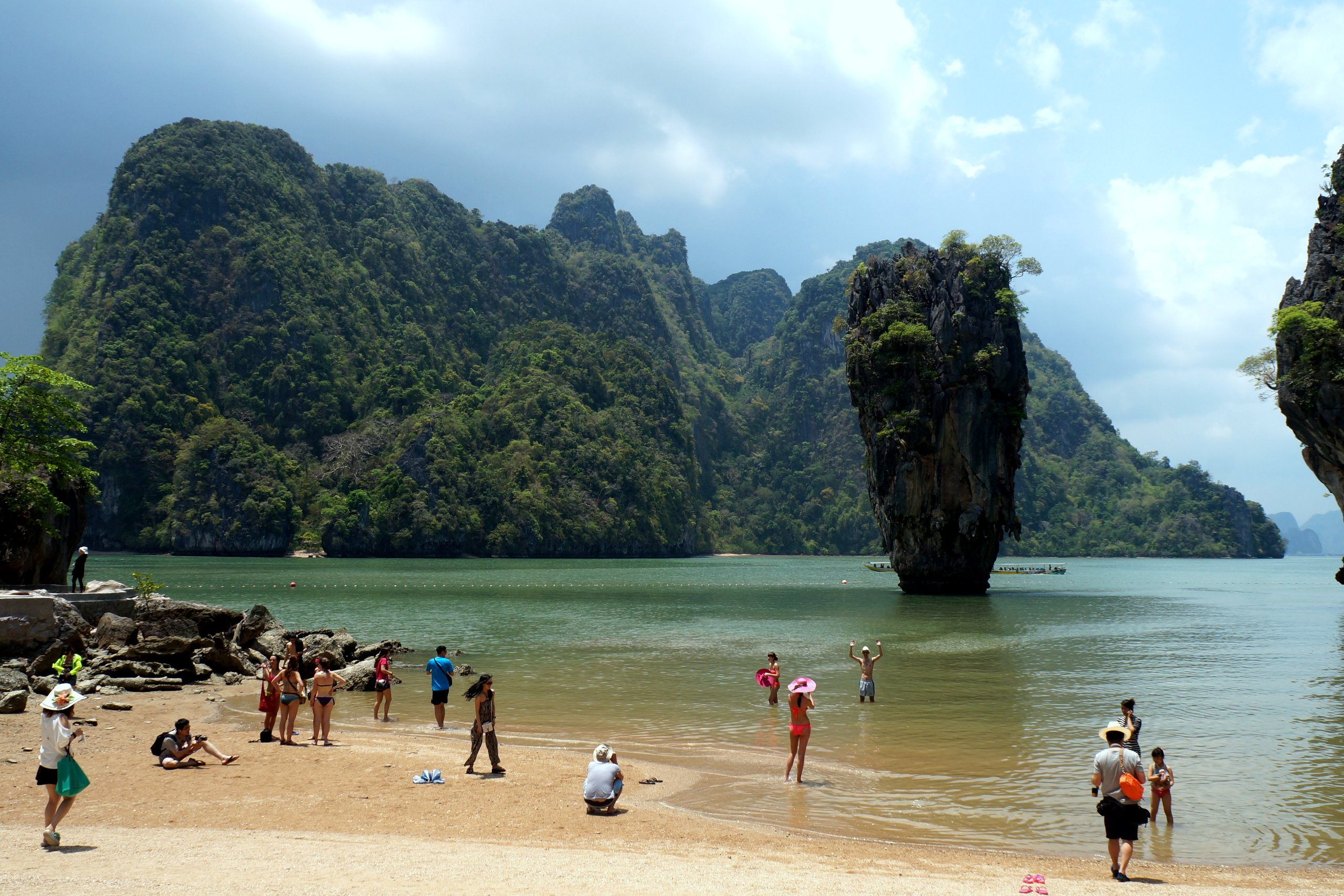
ピンカン島のビーチから見たタプー島（右手前）。奥は別の島。

ピンカン島は、おおよそ北緯8度16分32秒、東経98度30分02秒付近に位置していて、この場所はタイ王国に属している。ピンカン島はアンダマン海に面したパンガー湾の北西部に存在していて、タイの本土からは約6kmほど離れている。そして、この島のすぐ西、島から約40mの所には、タプー島と呼ばれる海食柱が存在することで知られている。現在、ピンカン島やこの海食柱を含めて、この辺りの一帯はパンガー湾国立公園に指定されている。そして、ピンカン島を訪れる者は、必ず入園料を支払わなければならない。

## 地形
ピンカン島は、島の西部の差し渡しが約130m、島の東部は幅が約140mで北の方向に約240m伸びている。この辺りは、主に石灰岩でできているわけだが、切り立った海岸が見られる他、島内には幾つかの洞窟も存在する。洞窟は潮の干満の影響で浸水するため、洞窟によっては干潮の時にしか行くことができない場所もある。なお、島の周辺の海は浅く、せいぜい2mから3m程度の深さしかない。

## 気候
ピンカン島も含めた周辺地域は、弱い乾季も存在する熱帯雨林気候として知られている。気候区分では、Amに分類される。また、この地域は海洋の影響も受けている。さらに、南西方向からのモンスーンの影響も受けるために、タイ王国の中でも比較的降水量の多い場所として知られる。
この地域の気候の特徴としては、断続的な降雨と比較的高温で安定した気温であることが挙げられる。1961年から1990年までのデータによれば、雨の日が年間平均189日で、年間の平均降水量は3560.5mmであった。なお、5月から10月にかけてが雨季、11月から4月にかけてが乾季であり、もちろん降雨は雨季に多い。気温は、概ね23℃から32℃の間で安定していた。そして、相対湿度は平均83％であった。

## 植生

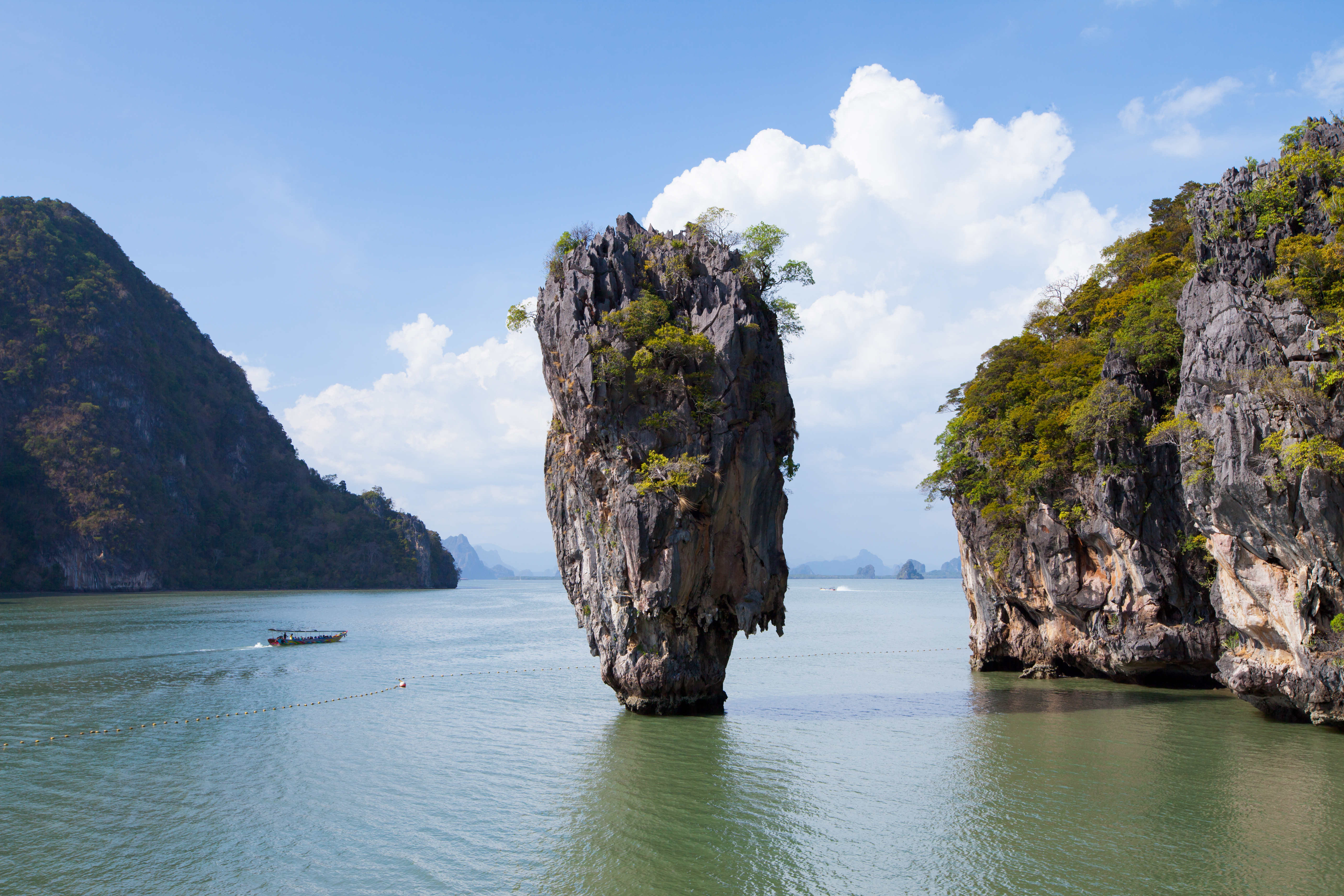
タプー島

ピンカン島は、そのほとんどが石灰岩地に適応した落葉性の潅木か、常緑樹によって構成された森に覆われている。熱帯雨林気候なのにもかかわらず、落葉性の潅木が幅をきかせているのは、石灰岩地であることが関係している。ここの落葉性の潅木は、ほとんど土が存在しない、それこそ崖のような場所、タプー島と呼ばれる切り立った海食柱ですら生育できる種類で、これらの木々は、石灰岩の割れ目に根を入り込ませ、そこに水を蓄えているために、このような場所でも生育できるのである。また、ここの気温が高温で安定している上に、養分も十分存在するため、海岸付近で潮の干満の影響で海水をかぶるような場所には、マングローブが広がっている。

## 生息する動物
ピンカン島が存在するパンガー湾には幾つかの川が流れ込んでおり、この影響で陸上から養分が流入する関係で、付近にはプランクトンが沢山生育する。この関係で、周辺海域には様々な海洋生物が見られる。また、陸上には様々な爬虫類などが生息している他、鳥類も多く見られる。